# Cryptoprymna crucigera
Cryptoprymna crucigera är en stekelart som beskrevs av Boucek 1988. Cryptoprymna crucigera ingår i släktet Cryptoprymna och familjen puppglanssteklar.
Artens utbredningsområde är Papua Nya Guinea. Inga underarter finns listade i Catalogue of Life.